# (3721) Widorn
(3721) Widorn est un astéroïde de la ceinture principale.

## Description
(3721) Widorn est un astéroïde de la ceinture principale. Il fut découvert le 13 octobre 1982 à la station Anderson Mesa par Edward L. G. Bowell. Il présente une orbite caractérisée par un demi-grand axe de 3,02 UA, une excentricité de 0,08 et une inclinaison de 8,8° par rapport à l'écliptique.

## Compléments